# Мотошелиха
Мотошелиха — деревня в Лихославльском районе Тверской области.

## География
Деревня находится в 7 км от посёлка Калашниково, на реке Локотенка. 

## Население
По данным Всероссийской переписи населения 2002 года население НП составило 5 человек.

## Власть
Деревня в административном плане относится к Барановскому сельскому поселению Лихославльского района
Тверской области.

## Транспорт
Вблизи деревни находится железнодорожный остановочный пункт «Муташелиха» на линии «Бологое-Московское» — «Тверь», открытый в 1932 году.